# خالد سعد
خالد سعد (عربی: خالد سعد سالم الملطعة؛ زادهٔ ۱۴ نوامبر ۱۹۸۱) بازیکن فوتبال اهل اردن بود.
از باشگاه‌هایی که در آن بازی کرده‌است می‌توان به باشگاه ورزشی فنجاء، باشگاه ورزشی النجمه لبنان، باشگاه ورزشی زمالک، و باشگاه ورزشی الفیصلی اشاره کرد.
وی همچنین در تیم ملی فوتبال اردن بازی کرده‌است.